# Холодная ванна

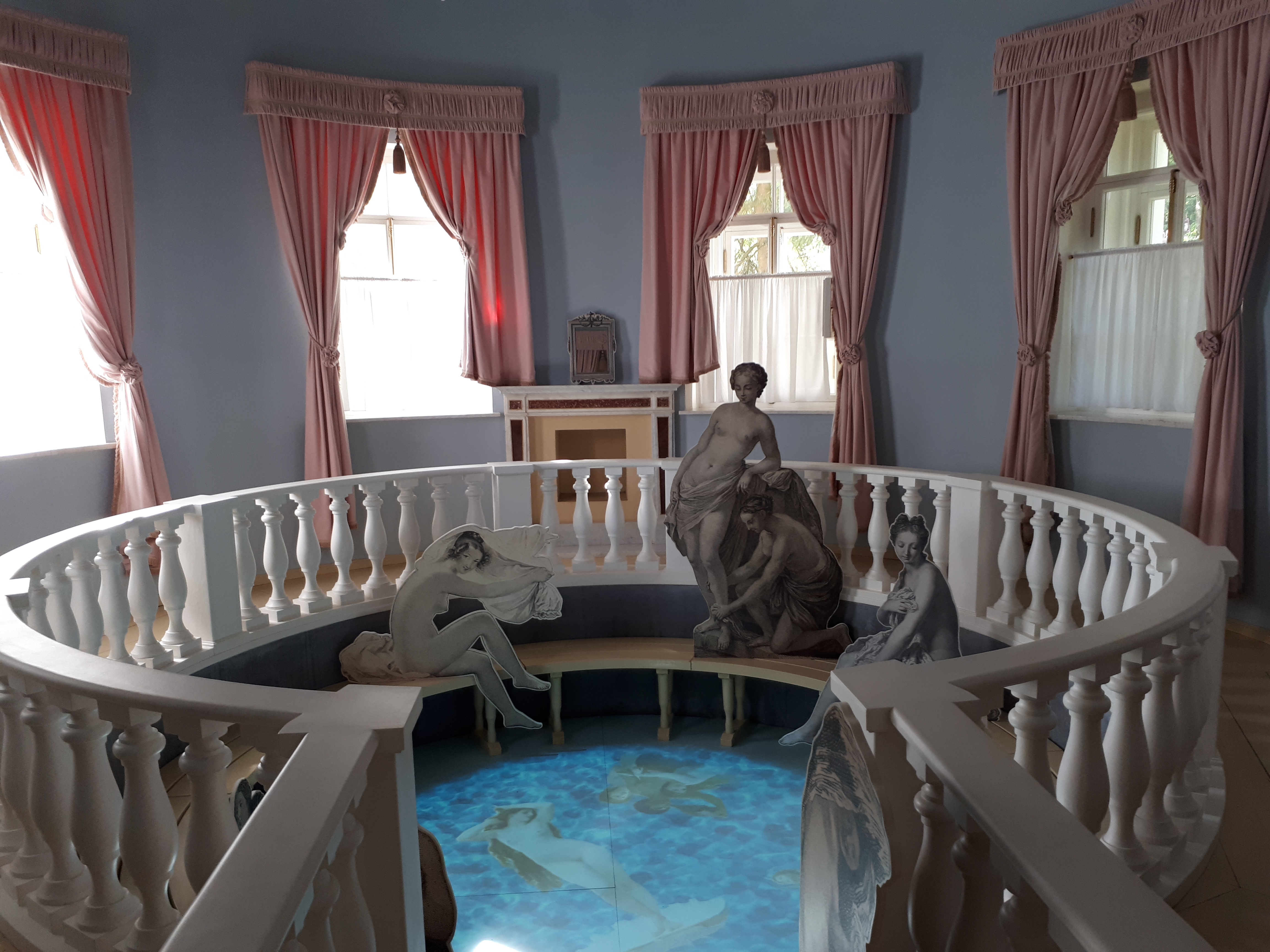
Современная реконструкция круглой комнаты

Холодная ванна (Холодная мыльня) — памятник архитектуры. Расположен в Павловском парке, в долине реки Славянки, рядом с мостом Кентавров. Помещение предназначалось для купания летом.
Здание составляют примыкающие друг к другу высокий круглый зал-ротонда с ложным куполом (фригидарий) и низкий прямоугольный корпус (тепидарий) с двускатной крышей и фронтоном на главном фасаде. Входной проём сделан с полукруглым завершением, по бокам от него на фасаде сделаны две ниши, в которых стояли статуи, Венера Медицейская и Купальщица, сделанные из папье-маше.
Здание было построено в 1799 году подрядчиком Ф. Бекреневым по проекту 1780 года Чарлза Камерона за 4 000 рублей. В 1800 году Г. Сосин с тремя учениками сделали в ротонде бассейн с фонтаном-душем в форме медного шара. Бассейн был огорожён балюстрадой.
Павильон почти лишён украшений снаружи, при этом был богато декорирован внутри. Вестибюль-уборная при входе была украшена картинами и задрапирована белой кисеей на розовой подкладке. Купол ротонды был расписан в технике гризайль с имитацией квадратных кессонов с розетками.
В 1830-е годы была изменена отделка, на стенах и потолке была сделана роспись по трафарету. Круглая комната, изначально гладко отштукатуренная, была облицована дубовыми панелями.
В Великую Отечественную войну павильон был сильно повреждён, бассейн засыпан землёй, но в 1977 году восстановлен, после чего использовался в качестве выставочного павильона. В 2014—2015 годах прошла капитальная реставрация здания.